# Павле Ковачевић
Павле Ковачевић (Грахово, код Никшића, 8. август 1905 – Бојишта, код Невесиња, 25. јул 1942) био је револуционар и учесник Народноослободилачке борбе.

## Биографија
Рођен је 8. августа 1905. године у селу Грахову, код Никшића. Потицао је из многочлане породице Петра Ковачевића, који је био племенски капетан. Основну школу је завршио у родном селу, а нижу гимназију у Никшићу. Потом је отишао у Београд, где је завршио Средњу техничку школу.
У току школовања у Београду, прикључио се омладинском револуционарном покрету и 1924. године постао члан Савеза комунистичке омладине Југославије (СКОЈ). Исте године постао је и члан Комунистичке партије Југославије (КПЈ). Био је веома партијски активан, па је једно време обављао дужност секретара Покрајинског комитета СКОЈ-а за Србију и био је члан Централног комитета СКОЈ-а. Због своје партијске активности био је ухапшен 18. октобра 1927. године у Београду. Заједно са групом комуниста, међу којима су били Никола Котур и Јосип Цази, био је 13. фебруара 1928. осуђен на пет година затвора.
После изласка из затвора, наставио је са партијским радом, најпре у Београду, а потом је прешао у Загреб, где је 1935. године био ухапшен и протеран у родно Грахово, где је био члан Месног комитета КПЈ. У току 1937. године је поново био у истражном затвору у Сарајеву и Београду, јер се против њега водио судски поступак, али је био ослобођен.
Пред почетак Другог светског рата, 1941. године, вратио се у Црну Гору, где је постао члан Окружног комитета КПЈ за Никшић. После окупације Југославије, био је један од организатора Тринаестојулског устанка у никшићком срезу и његов активни учесник. После је прешао у Херцеговину, где је обављао дужност помоћника политичког комесара Оперативног штаба НОП одреда Херцеговине Мире Попаре. Маја 1942. године је био укључен у чланство Обласног комитета КПЈ за Херцеговину.
Почетком јуна 1942. године, јаком четничком офанзивом у источној Херцеговини био је разбијен Оперативни штаб, а Павле се потом заједно са Миром Попаром, услед четничких потера, сакривао у селима у околини Невесиња. Прилком покушаја успостављања везе за пребацивање на Зеленгору, Павлов курир Марко Руљ их је издао четницима, који су их 18. јула 1942. године заробили у близини села Грабовица, код Невесиња. Четници су их одмах потом предали Италијаним у Невесињу, који су их после вишедневног мучења, стрељали 25. јула 1942. године у селу Бојишта, код Невесиња. Приликом стрељања, над ископаном раком, обојица су клицали Партији и ослободилачкој борби.

### Контроверзе
Заједно са осталим члановима Оперативног штаба НОП одреда за Херцеговину — Миром Попаром и Петром Драпшином, Павле Ковачевић је почетком 1942. године активно учествовао у тзв „лијевим скретањима“, током којих су учињене многе грешке у развоју Народноослободилачке борбе у Херцеговине и извршени одређени злочини, у циљу спровођења социјалистичке револуције.
Пре овога, Павле је као секретар Среског комитета КПЈ за Никшић учествовао у сличним акцијама и на простору Никшићког среза. Као једно од убистава за које се терети Павле Ковачевић, било је и убиство његовог оца Петра Ковачевића, који је раније био официр Црногорске војске и племенски капетан. Ово је довело до веома лоших последица по Народноослободилачки покрет у овим крајевима. што су веома повољно искористили четници и веома лако преовладали у овим областима.
Када је Централни комитет КПЈ добио извештај о догађајима у Херцеговини, 19. јуна 1942. године је сменио читав Оперативни штаб за Херцеговину, а његове руководиоце партијски казнио.
Поред Павла Ковачевића, у Народноослободилачком рату, борила су се још шесторица његове браће, од којих су Василије, Војо и Мирко проглашени за народне хероје.